# Залызянка
Залызянка — бывшая деревня в Хиславичском районе Смоленской области России.
Находилась между современными деревнями Заречье и Городчанка на правом берегу реки Лыза.
Название деревни означает - находящаяся за рекой Лыза. Однако в некоторых источниках деревня называется Залузянка.

## История
В 1978 году деревни уже не существовало, в справочнике отмечено, что она числилась в списках только до 1969 года.